# Alangium chinense
Alangium chinense ist eine Pflanzenart in der Familie der Hartriegelgewächse aus Indien, Nepal bis nach China, Taiwan und dem nördlichen Südostasien, den Philippinen und Java sowie aus dem zentralen bis nord- und südöstlichen Afrika.

## Beschreibung
Alangium chinense wächst als recht schnellwüchsiger, immer- bis halbimmergrüner Baum oder Strauch bis über 20 Meter hoch. Der Stammdurchmesser erreicht über 30 Zentimeter. Wurzelanläufe können vorkommen. Die bräunlich-graue Borke ist relativ glatt.
Die wechselständigen Laubblätter sind gestielt. Der Blattstiel ist manchmal rötlich, mehr oder weniger behaart, leicht rinnig und bis 5 Zentimeter lang. Die ganzrandigen bis feiner oder gröber entfernt gezähnten oder gelappten, meist zugespitzten, seltener stumpfen Blätter sind bis etwa 18 Zentimeter lang und ei- bis mehr oder weniger herzförmig oder seltener verkehrt-eiförmig bis rundlich. Sie sind ober- und unterseits fast kahl bis, vor allem unterseits, auf den Adern behaart. Die Spreitenbasis ist oft schräg. Die Nervatur ist handförmig mit bis zu 7 Hauptadern. Nebenblätter fehlen.
Es werden kurze, achselständige, lockere, wenig bis vielblütige, zymös-rispige, leicht behaarte bis kahle Blütenstände gebildet. Die duftenden, kleinen, zwittrigen und kurz gestielten Blüten mit doppelter Blütenhülle sind weiß. Der kurze, dicke Blütenstiel ist oben mit einem „Gelenk“ unterteilt. Es ist ein verkehrt-kegeliger, fein behaarter, schwach gerippter Blütenbecher vorhanden. Der sehr kleine und verwachsene Kelch besitzt nur einige minimale Zähnchen. Die meist 6 bis 8 schmalen, länglichen, innen an der Basis behaarten, etwa 1 Zentimeter langen Kronblätter sind zuerst aufrecht, röhrig zusammenstehen und klappen und rollen sich dann zurück. Die meist 6 bis 8 relativ kurzen Staubblätter sind genähert, mit großen, länglichen Antheren und sehr kurzen, an der Basis behaarten Staubfäden. Der ein- bis zweikammerige Fruchtknoten ist unterständig mit meist behaartem, keulenförmigem Griffel, die Narbe ist fein gelappt. Es ist ein gelappter, polsterförmiger Diskus vorhanden.
Es werden kleine, meist ein- bis zweisamige und eiförmige bis ellipsoide oder verkehrt-eiförmige, schwach rippige, dunkel-violette bis schwärzliche, etwa 7–9 Millimeter lange, fast kahle, dünnfleischige Steinfrüchte mit Diskus und Kelchresten gebildet. Der rippige Steinkern ist zweikammerig.
Die Wurzeln, Blätter und Rinde, welche medizinisch genutzt werden, gelten in höheren Dosen als giftig, sie enthalten das Alkaloid Anabasin.

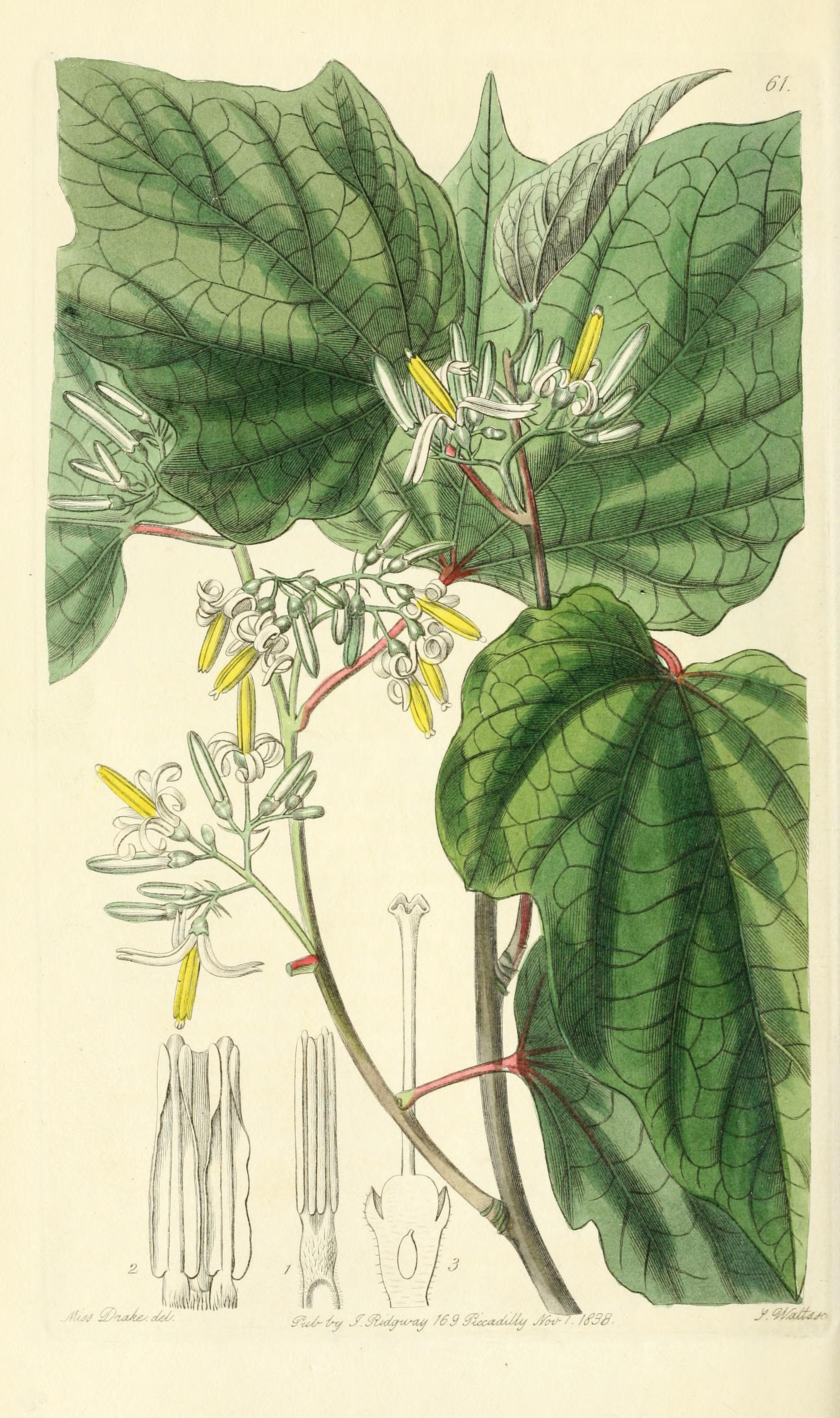
Illustration
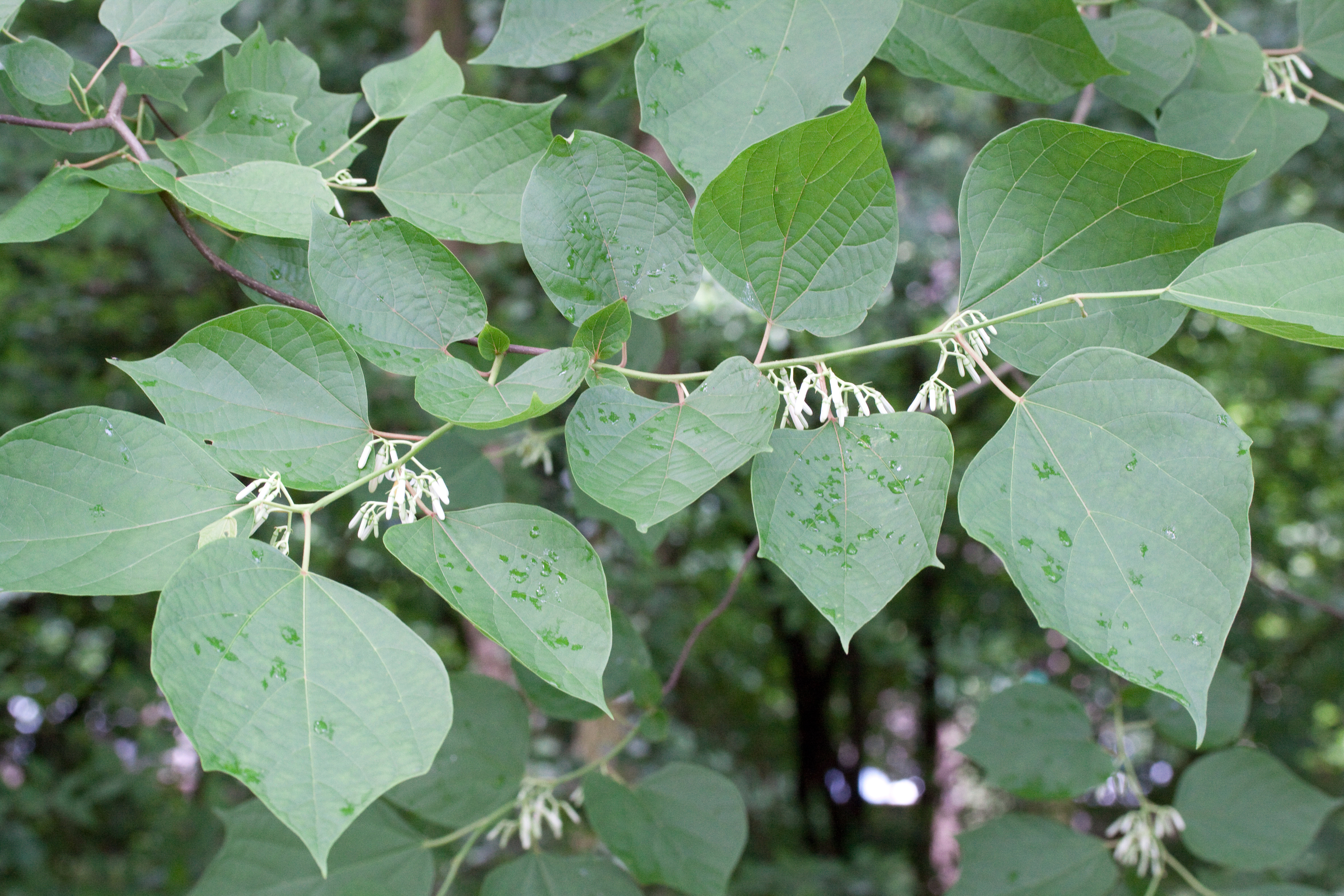
Blätter und Blütenstände
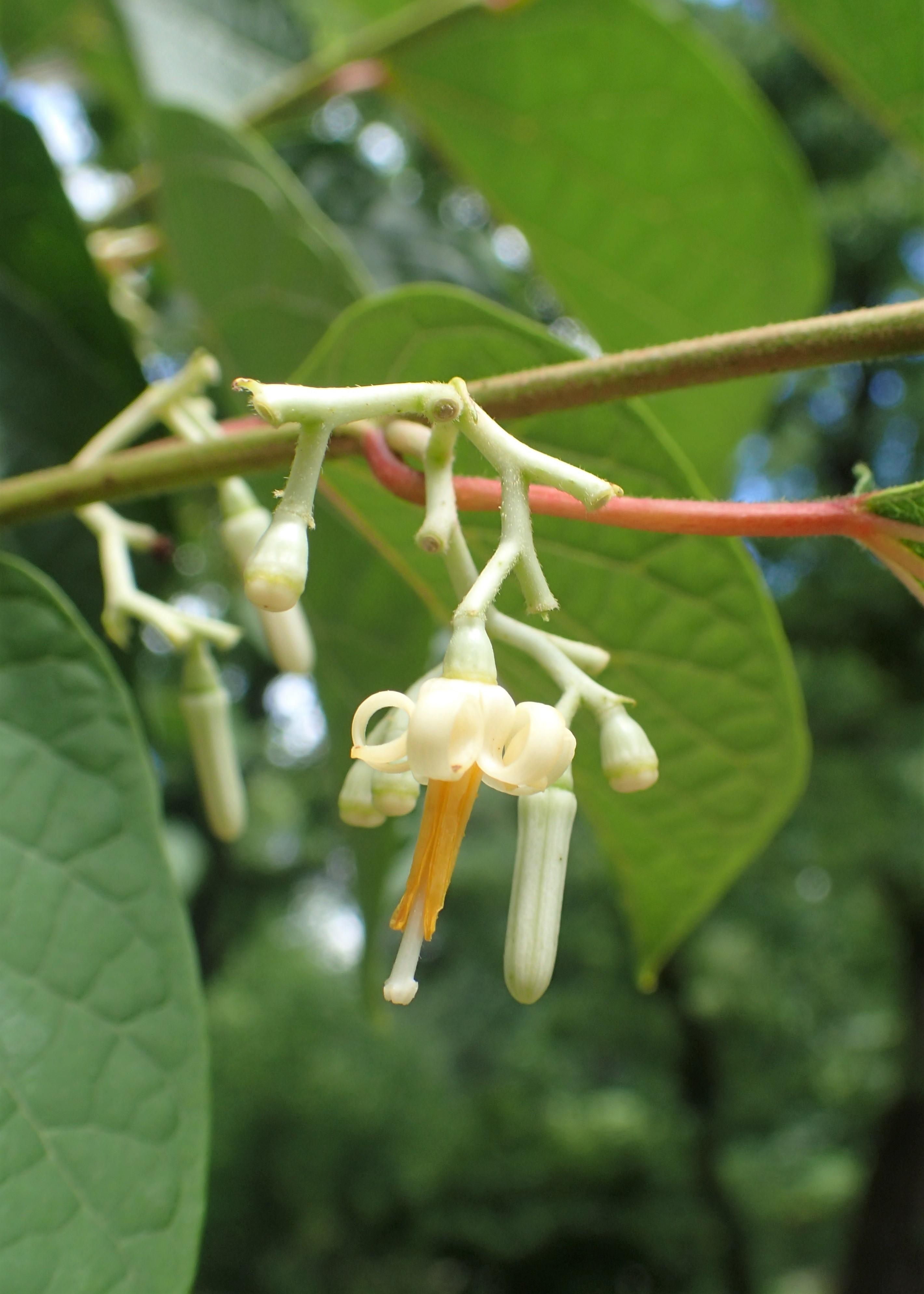
Blüte

## Taxonomie
Die Erstbeschreibung des Basionyms Stylidium chinense erfolgte 1790 durch João de Loureiro in Fl. Cochinch.: 221. Die Einteilung in die Gattung Alangium zu Alangium chinense erfolgte 1897 durch Hermann August Theodor Harms in Ber. Deutsch. Bot. Ges. 15: 24.
Es sind einige Synonyme bekannt z. B. Marlea begoniifolia Roxb., Alangium begoniifolium (Roxb.) Baill., Marlea chinensis (Lour.) Druce, Stelanthes solitarius Stokes, Guettarda jasminiflora Blanco oder Styrax rossamalus Reinw. ex Steud. u. a. sowie das Isonym Alangium chinense (Lour.) Rehder.